# クレギオン
『クレギオン』は、1990年から2003年までホビー・データ社によって運営されていたプレイバイメールゲーム（PBM）・テーブルトークRPG・小説作品のシリーズ名、およびその各媒体で展開された共通舞台の名称である。
また、2020年7月22日よりフロンティアワークス運営のPBW形式のオンラインゲーム「新クレギオン」としてリブート版のサービスが開始されている。

## 概要
西暦後の統一暦である、植民暦3000年代という、遠未来の人類社会を描いたSF作品である。「近地球圏大戦」と呼ばれる未曾有の大戦争により、「連合条約」と呼ばれた人類統一政体は崩壊に向かいつつあり、同時に超越的なテクノロジー群も失われてしまっている。銀河に広がった人類社会においては、植民開発の最前線となる辺縁星系で、NF57と呼ばれる星域を中心に、様々な物語が展開された。

## 特徴
プレイバイメールゲームを中心に10年以上にわたってワールドが展開されたため、物語世界はかなり緻密に構築・蓄積され、膨大な設定情報が存在する。また、SF世界ではあるが、大戦争によって超越的なテクノロジーは失われたと設定されているため、現代日本に住む一般プレイヤーにとっても、比較的イメージを膨らましやすく、プレイが容易な環境が整備されていた。
テクノロジーに頼る楽天的な世界でも、極度に荒んだ退廃的な世界でもなく、我々が現実世界で直面する、様々な政治的社会的な問題を取り込んだ、リアリティーのある世界として設定されていた。このため、ゲーム内では日常生活から、大国間の政治外交まで、多様なレベルでの物語が描写されている。

## 作中における「クレギオン」
「クレギオン」というタイトルは、作中においては人類が初めて遭遇した異星知性体であるパプテスマ人が、彼等の言語で人類の事をそう呼んだ事に由来すると設定されている。
クレギオンとは、パプテスマ人の言語で「企てる者」といった意味の単語である。パプテスマ人は、高度な知性を備えて、極めて穏やかで統率的な社会を営んでいた。そんな彼等から見て、エネルギーと好奇心に溢れ、同時に野心と残虐性を備えた人類は、クレギオンとしか呼びようのない混沌とした存在だったのである。
事実、遭遇から数百年の後、宇宙進出の先駆者であったはずのパプテスマ人は人類によって、ほぼ絶滅に近い状態にまで追い込まれてしまう。

## 関連作品

### プレイバイメールゲーム版
- ネットワークRPG“クレギオン”シナリオ#1 遙かなるアーケイディア（監督：大宮亮）
- ネットワークRPG“クレギオン”シナリオ#2 イスフェルの地にて（監督：野尻抱介）
- ネットワークRPG“クレギオン”シナリオ#3 ラストミレニアム（監督：みやかわたけし）
- ネットワークRPG“クレギオン”シナリオ#4 ロスト・プラネッツ（監督：新井てる）
- ネットワークRPG“クレギオン”シナリオ#5 バビロンの紋章
- ネットワークRPG“クレギオン”シナリオ#6 ユニバース エンド
- ネットワークRPG“クレギオン”シナリオ#7 ヴァルハラ・ライジング
- ネットワークRPG“クレギオン”シナリオ#8 ブレイズ・オブ・グローリー（総監督：築地俊彦）
- ネットワークRPG“クレギオン”シナリオ#9 ウィナー・ネバー・クイッツ（総監督：林菜光士）
- ネットワークRPG“クレギオン・エンドレス”

### テーブルトークRPG版
- テーブルトークRPG”クレギオン”ベーシック・セット
- テーブルトークRPG”クレギオン”サプリメント#1「辺境アレイダ」
- テーブルトークRPG”クレギオン”サプリメント#2「クライシスポイント」

### 小説版
野尻抱介による小説作品。富士見ファンタジア文庫（富士見書房）より1992年から1998年にかけて、全7冊がライトノベル作品として刊行された。富士見ファンタジア文庫版のイラストは弘司。その後ハヤカワ文庫JA（早川書房）より2003年から2004年にかけて再刊され、ライトノベル調のイラストを用いない装丁に改められた。
旧式の恒星間宇宙船を用いて零細の運送会社を営む「ミリガン運送」の三人組の冒険を描くスペースオペラ作品。野尻が従来のスペースオペラには欠けているものと考えていた、「科学的な考証」や「心のやさしさ」を盛り込むことが意図されており、「現代に通じる」「英雄不在」のスペースオペラというコンセプトで執筆された。

#### 小説版の主要登場人物
メイ・カートミル
本作の主人公。16歳。惑星ヴェイス出身。先の大戦で使用された超高性能な宇宙機雷で覆われたヴェイスと外宇宙を結ぶ宇宙船のナビゲーター（水先案内人）の卵。初仕事がミリガン運送所属の貨物宇宙船アルフェッカ号のナビであった。初仕事完了後、ミリガン運送に押しかけ入社し（1巻）アルフェッカ号の航法士を務める。頭の回転は速いがやや向こう見ずな性格。特技はチェスと家事全般。これは余談だが作者公認の1/8フィギュアが存在した。
ロイド・ミリガン
ミリガン運送の社長。52歳。酒飲み、中年太り、下品な言動…と典型的な中年オヤジだが、世間慣れしており肝っ玉も太い。一攫千金を狙う、マフィアの裏を書くなど冒険的な行動を好みそれがトラブルの原因となることも。傭兵として先の大戦を戦った経験がある。
マージ・ニコルズ
貨物宇宙船アルフェッカ号船長兼メインパイロット。28歳。妙齢な美女。冒険より堅実を好み正反対のロイドとは度々口論となることも。家事が壊滅的に不得意でメイを呆れさせることがしばしばある。船足の遅いアルフェッカ号を操り軍の戦闘機とやり合える卓越した技巧を持つ（第4巻）。

#### 小説版の主な用語
ミリガン運送
ロイドが社長を務める零細運送会社。かつては20人以上の社員を抱えていたが、社運が傾いて物語開始時点での社員はマージのみ。第1巻の終盤でメイが入社し、劇中においてはロイドを含めて3人の会社として運営されている。所有する船舶はアルフェッカ号一隻のみ。現在は特定の事務所は持っておらず、依頼された仕事をあちこちで請け負いながらアルフェッカ号で宇宙をさすらう。
アルフェッカ号
ミリガン運送が所有する貨物宇宙船。船長はマージ。あちこちにガタが出始めている10年選手。アルフェッカという名前は、かんむり座アルファ星の固有名のひとつで、「欠け皿」という意味。メーカーの異なる恒星船とシャトルを無理やりくっつけた姿から名づけられた。エンジンは高出力なものに換装されているが、あちこちに不具合を抱えた旧式の船体を騙し騙し扱っているという状況に加え、マージによるピーキーなチューニングと、メイによる操作系統の複雑なカスタマイズが施されており、機体の癖を知り尽くした者が扱えば戦闘機並の運動性を発揮するが、そうでない者が扱えば容易に暴走し出航すらままならない。作者のサイトの中で本船の設定資料が公開されている。

#### 既刊一覧（小説版）
1. ヴェイスの盲点
2. フェイダーリンクの鯨
3. アンクスの海賊
4. サリバン家のお引っ越し
5. タリファの子守唄
6. アフナスの貴石
7. ベクフッドの虜

### プレイ・バイ・ウェブ版
2020年夏頃にフロンティアワークス運営のPBW形式のオンラインゲームとしてリブートすることが決定した。時間軸は小説版第7巻のクライマックス直後からPBM版第10弾の最終リプレイの間として設定している。